# Умершие в октябре 1997 года
Это список известных людей, соответствующих установленным критериям значимости (см. Википедия:Критерии значимости персоналий), умерших в октябре 1997 года.
Причина смерти указывается лишь в исключительных случаях (убийство, самоубийство, гибель в результате военных действий, смертная казнь, ДТП или несчастные случаи). В остальных случаях — не указывается.
- 1 октября — Георгий Рыжов — Герой Советского Союза.
- 4 октября — Николай Фирсов (77) — Герой Советского Союза.
- 5 октября — Лариса Розанова (78) — советский лётчик, штурман 46-го гвардейского женского полка ночных бомбардировщиков, гвардии капитан. Герой Советского Союза.
- 5 октября — Георгий Юматов (71) — советский киноактёр, народный артист РСФСР (1982).
- 6 октября — Илья Поликахин (75) — Герой Советского Союза.
- 6 октября — Евгений Халдей (80) — советский фотограф, военный фотокорреспондент.
- 6 октября — Самуил Бернштейн (86) — лингвист-славист, балканист, диалектолог, специалист по болгарскому языку, лингвистической географии.
- 7 октября — Василий Шаров (73) — Полный кавалер Ордена Славы.
- 8 октября — Карл Звиринский (74) — украинский советский художник, педагог.
- 9 октября — Мамед Багиров (75) — советский военнослужащий азербайджанского происхождения.
- 11 октября — Софья Глускина (80) — советский лингвист, специалист в области лексикографии, диалектологии и истории русского языка.
- 11 октября — Иван Ярыгин (48) — советский борец вольного стиля, Заслуженный мастер спорта СССР (1972); автокатастрофа.
- 12 октября — Ариадна Арендт (91) — советский скульптор, график.
- 12 октября — Иван Донских (80) — Герой Советского Союза.
- 13 октября — Карлис Ирбитис (93) — латвийский авиаконструктор.
- 13 октября — Иван Северьянов (74) — Герой Советского Союза.
- 13 октября — Адиль Чарчани (75) — председатель Совета министров Албании (1982-1991)
- 14 октября — Сергей Ильин (91) — советский футболист и хоккеист. Заслуженный мастер спорта СССР.
- 14 октября — Гарольд Роббинс (81) — американский писатель.
- 17 октября — Анатолий Кудрицкий (61) —  исследователь истории Украины 20 века.
- 17 октября — Иван Лисов (85) —  друг и бессменный заместитель командующего ВДВ СССР, генерала армии В. Ф. Маргелова.
- 17 октября — Григорий Пушкин (83) — правнук Александра Пушкина, последний прямой потомок поэта по мужской линии[1].
- 18 октября — Сергей Воронин (51) — российский математик.
- 18 октября — Семен Жало (79) — младший лейтенант Рабоче-крестьянской Красной Армии, участник Великой Отечественной войны, Герой Советского Союза.
- 22 октября — Пётр Колмаков (83) — Герой Советского Союза.
- 22 октября — Гершл Полянкер (86) — еврейский писатель.
- 23 октября — Дмитрий Дворецкий (89) — советский поэт.
- 23 октября — Евгений Новицкий (85) — Герой Советского Союза.
- 24 октября — Дон Мессик (71) — американский актёр озвучивания.
- 25 октября — Фирудин Шушинский (72) — азербайджанский и советский музыковед и исследователь.
- 26 октября — Константин Терновый (73) — советский деятель медицины.
- 26 октября — Фёдор Тюленев (79) — Герой Советского Союза.
- 29 октября — Антон Шандор Лавей (67) — основатель и Верховный Жрец Церкви Сатаны, автор «Сатанинской Библии», сформулировавший положения философии, известной как Сатанизм Лавея.
- 31 октября — Йоханнес Никс (85) — эстонский футболист, нападающий.
- 31 октября — Евгений Оноприенко (71) — советский сценарист (фильмы «Гори, моя звезда», «В бой идут одни «старики»», и др.); рак[2].